# Turnera rubrobracteata
Turnera rubrobracteata är en passionsblomsväxtart som beskrevs av M.M. Arbo. Turnera rubrobracteata ingår i släktet Turnera och familjen passionsblomsväxter. Inga underarter finns listade i Catalogue of Life.